# ماچین
چین در نوشتارهای کهن پارسی به ایالت سین‌کیانگ امروزی  گفته می‌شد. بخش‌های جنوبی کشور کنونی جمهوری خلق چین و همچنین بخش غربی آن که با هندوستان مرز مشترک دارد را ماچین می‌نامیدند. بخش نخست این واژه (ما) برگرفته از واژهٔ «مها» به معنای بزرگ می‌باشد. بنابراین، «ماچین» به معنای «چین بزرگ» است.
چین جنوبی یا ماچین به قلمرو دودمان سونگ که از مردم هان بودند نیز گفته می‌شد و در مقابل آن سرزمین ختای یا چین شمالی قرار داشت که قلمرو دودمان کین که از مردم جورجی (منچو) بودند محسوب می‌شد.